# 月球至點
月球至點（英語： 或 lunistice）是指月球在一個月內（特別是約27.32158天的回歸月）到達其最北端或最南端。由於月球進動，月球至點的赤緯（一種天體座標，量測為與天球赤道的角度，類似於地理緯度）在18.134°（北或南）和28.725°（北或南）之間以18.6年的週期變化。這些極端值被稱為最大月球至點（英語：major lunar standstills）和最小月球至點（英語：minor lunar standstills）。
最近的一次最小月球至點是在2015年10月，下一次將在2034年5月。最大月球至點是在2006年6月，下一次將在2025年4月。

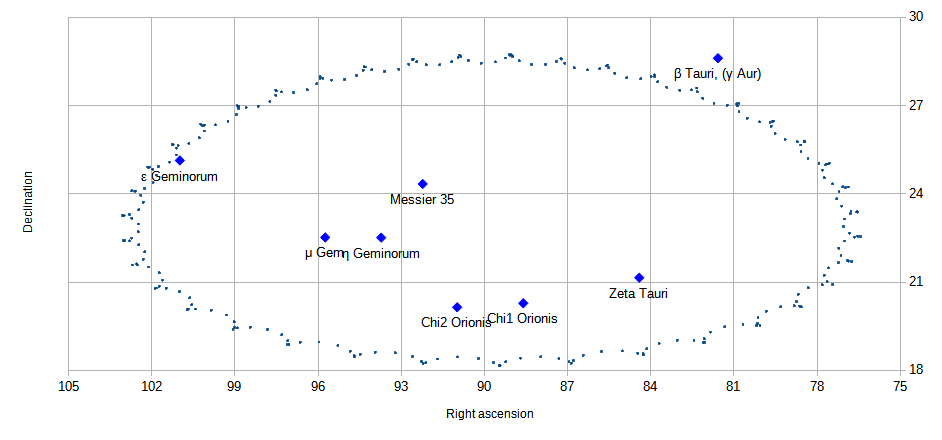
2006年至2025年月球的北至點位置。

目前，月球北至點落在金牛座、獵戶座北部、雙子座，有時也會在御夫座的最南端（當最大月球至點之際）。月球南至點在人馬座或蛇夫座。由於歲差，月球在天空中最北端和最南端的位置會向西移動，大約13,000年後，月球北至點將出現在人馬座和蛇夫座，月球南至點將出現在雙子座的區域。
在最小月球至點期間，潮汐力在某些地方會略微增加，導致潮汐幅度增加和潮汐氾濫
在最大月球至點時，月球的赤緯範圍，以及因此在月出和月落時的方位角範圍，達到了最大值。因此，從中緯度看，月球的高度在上中天（物體通過觀察者的子午線）時，位於 地平線上方正南或正北（取決於觀察者所在的半球）的最大可能值到最小可能值會在兩週內發生變化。同樣的，它在月出時的方位角從東北向東南變化，在月落時的方位角從西北向西南變化。
對於在青銅器時代建造巨石陣的英國和愛爾蘭的社會來說，最大與最小月球至點的出現似乎具有特殊意義；它對一些新異教徒的宗教也有意義。還有證據表明，在其他古代文化的古代遺址中也可以找到月球至點的月昇或月落路線，例如新墨西哥州的查科峽谷，科羅拉多州的煙囪岩和俄亥俄州的霍普韋爾遺址。
在最大月球至點的那一年，日食發生在3月的升交點和9月的降交點，而月食在3月的降交點和在9月的升交點發生。在最小月球至點的那一年，日月食發生的情況就會逆轉。

## 最大月球至點
當月球的赤緯達到在北緯28.725°或南緯28.725°處的最大極限值時，就是最大月球至點。在靠近春分點的食季發生的日食和月食，其沙羅序列的編號是奇數，發生在秋分點食季的日食和月食，其編號是偶數。

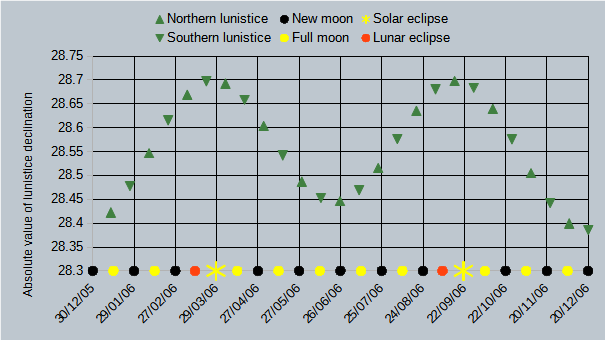
2006年月球至點的赤緯絕對值。底部標示了朔、望月和日月食的日期。赤緯最高值在分點和食的附近。

## 最小月球至點
當月球在赤緯的北緯或南緯18.134°改變南北向的運動時，就是最小月球至點。在靠近春分點的食季發生的日食和月食，其沙羅序列的編號是偶數，發生在秋分點食季的日食和月食，其編號是奇數。

## 名稱的來源
月球至點（lunar standstill）一詞顯然是由工程師亞歷山大·湯姆在其1971年的著作《巨石月球天文臺》（《Megalithic Lunar Observatories》）中首次使用。術語“solstice”源自拉丁語“solstitium”：“sol”-（太陽）+--“stitium”（一種停止），描述了太陽在赤緯中類似的極端值。但顯然的，太陽和月球都不會靜止不動；暫時停止的只是赤緯的變化。回歸線（“tropic”）這個單詞，就如同tropic of Capricorn，是來自古希臘語，意思是“轉向”，指在至點時上升（或下降）運動如何轉變為下降（或上升）運動。

## 非正式解釋

當地球自轉時，即地球繞其軸旋轉時，夜空中的恆星似乎沿著圓形路徑圍繞著天極（這種視運動的每日迴圈稱為周日運動。）。所有的星星似乎都固定在觀察者周圍的天球上。這與在地球上使用經度和緯度來量測位置相同，天球上的恆星視位置以赤經（對應經度）和赤緯（對應緯度）來量測。如果從地球上北緯50°的緯度觀察，任何赤緯+50°的恆星，無論在夜間可見還是在白天被遮擋，都會在上中天時，即每一恆星日（23小時56分4秒）經過天頂一次。
太陽和月球不同於恆星，沒有固定的赤緯。由於地球自轉的自轉軸相對於垂直於其軌道平面（黃道）的線傾斜約23.5°，因此在每一個回歸年，從地球上看見的太陽赤緯範圍從夏至的+23.5°到冬至的-23.5°反覆一次。因此，在北半球的6月，正午的太陽在天空中的高度最高，白天比12月更長。在南半球，情況正好相反。這種傾斜造成地球的季節變化。
月球的赤緯也會發生類似的變化，每27.212天的月球交點週期完成一次。因此，不到兩星期，月球赤緯的範圍從正值極限到負值極限，然後開始返回。所以，在不到一個月的時間裡，月球在中天（天體接觸觀察者的子午線）時，高度可以從天空中的最高位置轉移到地平線以上的最低位置，然後再返回。
因此，月球的赤緯週期性地變化，其週期約為四星期。但這種振盪的幅度在18.6年的週期內變化。
月球與其他行星周圍大多數天然衛星的不同之處在於它的軌道平面仍然靠近黃道（地球圍繞太陽的軌道平面），而不是地球的天球赤道平面。因為月球的軌道相對於地球繞太陽的黃道平面傾斜約5.14°，月球的軌道傾角在空間方向以18.6年的週期逐漸變化，交替地增加或減少對23.5°的地軸傾斜角度，使每個交點月的月球至點赤緯值各不相同，而有最大值和最小值。
因此，月球至點的赤緯大致從（23.5° − 5° =）18.5°到（23.5° + 5°=）28.5°不等。在最小月球至點時，月球將在交點月期間將其赤緯從+18.5°變為-18.5°，總範圍為37°。然後在9.3年後，在最大月球至點時，月球將在交點月的期間將其赤緯從+28.5°變為-28.5°，其範圍總計為57°。這個範圍足以在短短兩周內（半個軌道）將月球的高度從天空中的高處帶到地平線以上的低點。
嚴格來說，月球至點是相對於地軸方向和月球軌道交點的自轉軸（參見月球交點、進動、自轉）的指向位置每18.6年在空間中完成一次轉動的週期。在月球從最大（正）赤緯移動到最小（負）赤緯所需的兩周內，至點位置不會持續存在，並且很可能與任何一個極端值不完全一致。
然而，由於18.6年的至點極值週期比月球的軌道週期（約27.3天）要長得多，因此至點的赤緯變化在相鄰的軌道週期變化非常小。但由於地球的軸向進動，使得月球交點在太空中前進的週期略短於月球至點間隔，相對於月球交點進動的方向，在很長一段時間內改變了相對於地球的軸向傾斜。簡而言之，月球至點週期性的變化是由兩種傾角的組合產生的。

## 月球至點的視位置
月出和月落的方位角（水平方向）根據月球27.212天的交點週期而變化，而每個交點期間的方位角變化又隨著月球至點週期（18.613年）而變化。
對於地球上北緯55°或55°的緯度，下表顯示了月球在天空中最窄和最寬的弧形路徑的月出和月落方位角。方位角以真北的度數給出，並在地平線無障礙時應用。還給出了介於最大和最小月球至點之間一段時間的數值。
滿月的弧線路徑通常在隆冬（仲冬）最寬，在盛夏（仲夏）最窄。新月的弧線路徑通常在盛夏最寬，在隆冬最窄。上弦月的弧線路徑通常在仲春中期最寬，在中秋最窄。下弦月的弧線路徑在中秋最寬，在仲春最窄。
|          | 最窄弧 | 最窄弧 | 最寬弧 | 最寬弧 |
| 時期     | 月出   | 月沒   | 月出   | 月沒   |
| -------- | ------ | ------ | ------ | ------ |
| 最小至點 | 124°   | 236°   | 56°    | 304°   |
| 中間     | 135°   | 225°   | 45°    | 315°   |
| 最大至點 | 148°   | 212°   | 32°    | 328°   |
|          | 最寬弧 | 最寬弧 | 最窄弧 | 最窄弧 |
| 時期     | 月出   | 月沒   | 月出   | 月沒   |
| -------- | ------ | ------ | ------ | ------ |
| 最小至點 | 124°   | 236°   | 56°    | 304°   |
| 中間     | 135°   | 225°   | 45°    | 315°   |
| 最大至點 | 148°   | 212°   | 32°    | 328°   |

加利福尼亞州莫哈韋沙漠清晨的月落（2016年2月）

對於位於中緯度（不太靠近赤道或極的觀測者而言，在每24小時的週期內，當月球到達觀測者的子午線時，月亮在天空中最高。在一個月內，這些中天高度會發生變化，從而產生最大值和最小值。下表顯示了觀察者在北緯55°或南緯55°，月球交點週期的不同時間的中天高度。最大和最小高度大約間隔兩周。
| 時期     | 最大  | 最小  |
| -------- | ----- | ----- |
| 最小至點 | 53.5° | 16.5° |
| 中間     | 58.5° | 11.5° |
| 最大至點 | 63.5° | 6.5°  |
下表顯示了月球至點的一些情況。給出的時間是月球交點經過春分點的時間 - 月球的最大赤緯發生在這些時間的幾個月內，具體取決於它的詳細軌道。然而，在這個日期的前後一年內，月球至點的值都很相近。
| 最大至點     | 最小至點     |
| ------------ | ------------ |
| 1988年5月    | 1997年2月    |
| 2006年6月    | 2015年10月   |
| 2025年4月    | 2034年3月[6] |
| 2043年9月[6] | 2053年3月[6] |

## 對地球的影響
在最小月球至點期間，太陽與月球的潮汐力（引力）更加一致。這導致潮汐和潮汐氾濫的振幅在18.6年的間隔內增加。

## 詳細說明

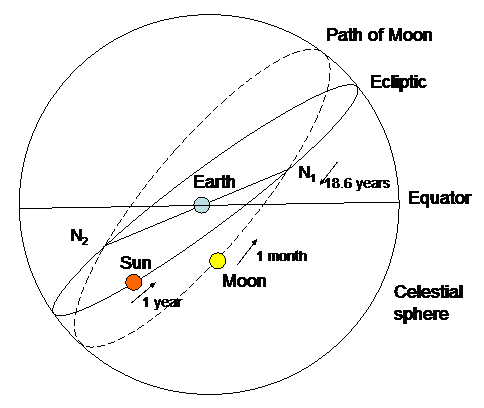
太陽和月球在天球上的視路徑（為了清晰起見，角度被誇大了）。

更詳細的解釋最好從太陽和月球在天球上的路徑來考慮，如第一張圖所示。 這顯示了以地球為中心的抽象球體，地球的方向使其軸是垂直的。
根據定義，看到的太陽總是在黃道（太陽穿過天空的視路徑）上，而地球以“e” = 23.5°的角度傾斜在該路徑的平面上，並在365.25636天內完成一次繞太陽的軌道，但由於進動改變了地球的傾角方向，期值略長於一年。
月球繞地球的軌道（如圖所示）相對於黃道以“i”= 5.14°的角度傾斜。月球在27.32166天內完成繞地球一周的運行。月球穿過黃道的兩個點被稱為其軌道交點，顯示為“N1”和“N2”（分別為升交點和降交點），連接它們的線被稱為“交點線”。由於月球軌道傾角的進動，這些交叉點，日食的交點和位置在18.59992年的時間內逐漸圍繞黃道移動。
查看圖表，請注意，當月球的交點線（N1和N2）旋轉得比顯示的多一點，並與地球的赤道對齊（從前到后，N1，地球和N2似乎是同一個點），月球的軌道將達到與地球赤道最陡峭的角度，並且在9.3年內（從前到后， N2，地球，N1似乎是同一個點）它將是最淺的：月球軌道的5.14°赤緯（傾斜）要麼增加（最大至點）要麼減去（最小止點）地球自轉軸的傾角（23.439°）。

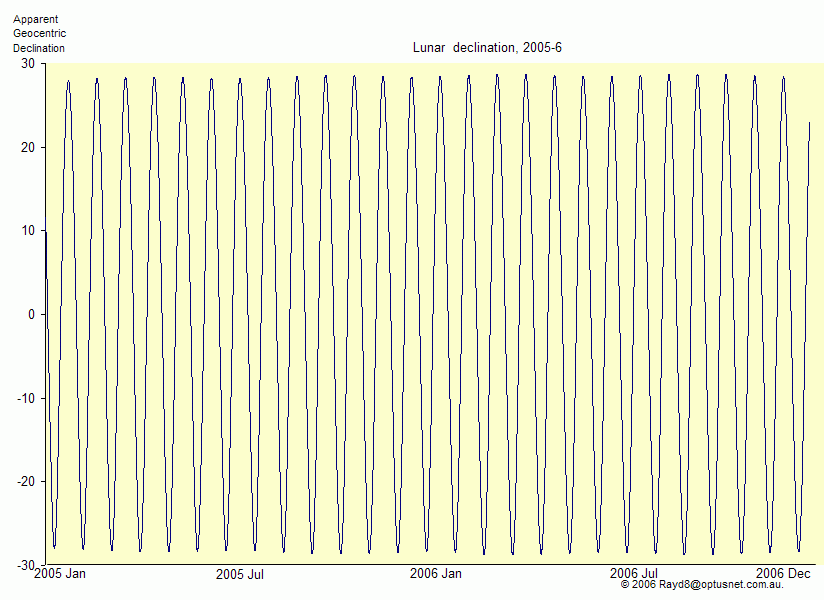
2005-06年的月球赤緯

這對月球赤緯的影響如第二張圖所示。在交點週期中，當月球繞地球公轉時，它的赤緯從–m°擺動到+m°，其中m 是範圍內的一個數值（(e – i) ≤ m ≤ (e + i)）。在最小至點（例如，在2015年），其赤緯在當月變化從 –(e – i) = –18.5° 至 +(e – i) = 18.5°。在最大至點（例如2005-2006年），每個月月球的赤緯變化從大約 –(e + i) = –28.5° 到 +(e + i) = 28.5°。

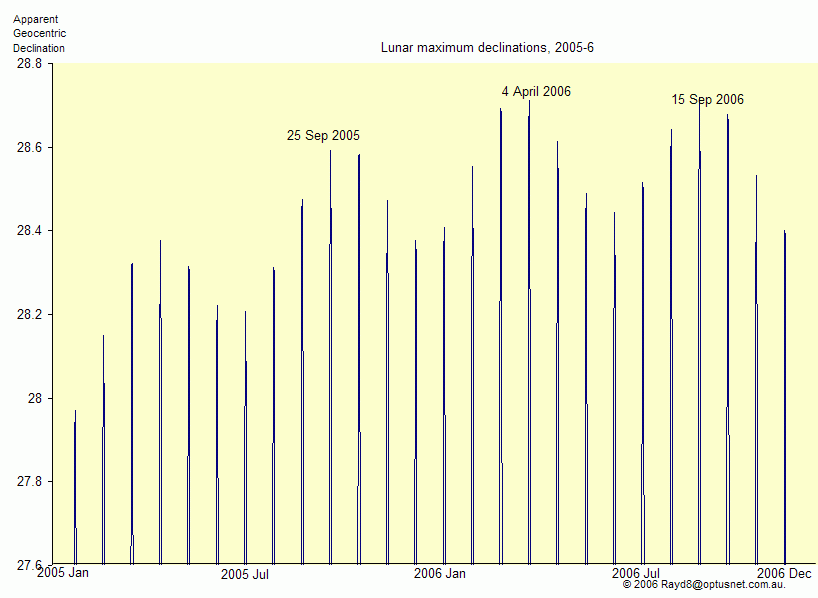
2005-06年的月球最大赤緯。

然而，另一個微妙之處使情況進一步複雜化。太陽對月球的引力將其拉向黃道平面，在6個月內引起約9弧分的輕微擺動。在2006年，其影響如第三張圖所示，儘管18.6年的最大值發生在6月，但月球的最大赤緯不是在6月，而是在9月。

## 其它影響因素
由於月球與地球相對較近，從地球表面觀察到的赤緯與地心赤緯（以地球中心為座標原點的赤緯）相比，月球視差的差異高達0.95°。即地心赤緯可能與觀測到的赤緯相差約0.95°。這個視差的量隨緯度而變化，因此每個至點週期的觀測最大值會根據觀測位置而變化。
大氣折射：來自月球的光在穿過地球大氣層時的彎曲，改變了觀測到的月球赤緯，在低海拔地區更是如此，因為那裡的大氣層更厚（更深）。
並非世界上所有地方都能在最大值期間觀察到最大值。月球可能在特定觀測點的地平線以下，而當它升起時，其赤緯可能低於其它日期可觀察到的最大值。

## 2006的至點
| 在澳大利亞的雪梨                                        | 日期/時間              | 赤經        | 赤緯        | 方位 | 高度 | 月相       |
| ------------------------------------------------------- | ---------------------- | ----------- | ----------- | ---- | ---- | ---------- |
| 9月15日，星期五，在民用曙暮光期間觀看最接近的“真最大值” | 9月14日，星期四，19:53 | 04:42:57.32 | +29:29:22.9 | 3°   | 27°  | 46% 減弱中 |
| 民用曙光時最高可見最大值                                | 4月4日，星期二，07:49  | 06:03:11.66 | +29:30:34.5 | 350° | 26°  | 38% 增加中 |
| 黑暗中可見度最高                                        | 4月4日，星期二，09:10  | 06:05:22.02 | +29:27:29.4 | 332° | 21°  | 39%增加中  |
| 民用暮光期間最低的可見高度                              | 3月22日，星期三，19:45 | 18:10:57.40 | −28:37:33.2 | 41°  | 83°  | 50% 減弱中 |
| 黑暗中最低的可見度                                      | 3月22日，星期三，18:36 | 18:09:01.55 | −28:36:29.7 | 80°  | 71°  | 50% 減弱中 |
|                                                         |                        |             |             |      |      |            |
| 在英國的倫敦                                            | 日期/時間              | 赤經        | 赤緯        | 方位 | 高度 | 月相       |
| 民用曙暮光時最高可見最大值                              | 9月15日，星期五，05:30 | 06:07:12.72 | +28:19:52.6 | 150° | 64°  | 42% 減弱中 |
| 黑暗中的最高可見最大值                                  | 3月7日，星期二，19:43  | 05:52:33.05 | +28:18:26.9 | 207° | 64°  | 60% 增加中 |
| 民用暮光期間的最低可見最小值                            | 9月29日，星期五，17:44 | 17:49:08.71 | −29:31:34.4 | 186° | 9°   | 43% 增加中 |
| 黑暗中的最低可見最小值                                  | 9月2日，星期六，20:50  | 18:15:08.74 | −29:25:44.0 | 198° | 7°   | 70% 增加中 |

請注意，本節和表格中的所有日期和時間都是世界時中，所有天體位置都處於拓撲中心地表座標中，也包括視差和折射的影響，月相顯示為月球圓盤被照亮的可見百分比。
2006年，從地球中心看到的“最小”月球赤緯是在3月22日16:54 UTC，當時月球的視赤緯達到了-28:43:23.3。接下來的兩個最佳競爭者是9月29日的20:33，赤緯 −28:42:38.3和9月2日13:12的 − 28:42:16.0。
從地球中心看到的"最大"月球赤緯是在9月15日01:26，赤緯達到 +28:43:21.6。下一個最高點是4月4日07:36，達到 +28:42:53.9。
然而，這些日期和時間並不代表地球表面觀察者的最大值和最小值。
例如，在考慮了折射和視差後，9月15日在澳大利亞雪梨觀察到的最大值提前了幾個小時，然後在白天發生。該表顯示了來自英國倫敦和澳大利亞雪梨實際可見的最大至點（即不全在白天，且月球在地平線以上）。
對於地球表面的其它地方，可以使用 JPL星曆計算機 （页面存档备份，存于）。在一次最大月球至點期間，月球位於緯度29度線上，因為奇數沙羅序列的日食發生在春分點附近，偶數沙羅序列發生在秋分點附近。
在一次最小月球至點期間，月球位於緯度18度線上，偶數沙羅序列的日食發生在春分附近，奇數沙羅的日食發生在秋分附近。

## 外部連結
- 2006年最大月球至點 （页面存档备份，存于）2006年希臘的攝影數位馬賽克活動
- 月球至點季節 （页面存档备份，存于）
- 卡拉奈斯一世（蘇格蘭，路易斯）的網路攝影機記錄了2005年、2006年和2007年的月球至點事件 （页面存档备份，存于）
- 研究2005年、2006年和2007年（前）歷史建築的的最大至點事件項目 （页面存档备份，存于）
- 煙囪岩的最大月球至點 （页面存档备份，存于）